# 自己発行証明書
暗号技術において、自己発行証明書（じこはっこうしょうめいしょ）とは、発行者と主体者が同一実体であるような公開鍵証明書である。RFC 5280の3.2節などに定義が見える。

## 分類
ルート証明書
公開鍵をそれに対応する私有鍵で署名した、つまり自己署名でもある自己発行証明書を、ルート証明書という。鍵も識別名も変更せず、有効期間を変更して発行した証明書も、ルート証明書になる。
キー・ロールオーバー証明書
認証局が識別名を変更せずに鍵更新を行う―したがって自己署名ではない―ときに発行する自己発行証明書をキー・ロールオーバー証明書という。古い公開鍵を新しい私有鍵で署名した証明書をオールド・ウィズ・ニューの、新しい公開鍵を古い私有鍵で署名した証明書をニュー・ウィズ・オールドのキー・ロールオーバー証明書という。